# The Kid (film 2010)
The Kid è un film del 2010 diretto da Nick Moran e basato sull'autobiografia The Kid di Kevin Lewis, anche autore della sceneggiatura del film.

## Trama
Basato sulla vita reale di Kevin Lewis, il film segue la sua infanzia fatta di abusi, la sua discesa in una vita criminale e come è riuscito a tornare in carreggiata rimettendo ordine nella sua vita.

## Produzione

### Sviluppo
Il registaNick Moran è stato coinvolto nel progetto dopo essere stato contattato dal produttore Mark Thomas che ha scritto la sceneggiatura con Kevin Lewis. I due hanno guardato il film d'esordio di Moran con il produttore esecutivo Stephen May ai Mayflower Studios. Il film si chiamava Telstar: The Joe Meek Story.

### Casting
Per imparare a boxare, Rupert Friend venne mandato ad allenarsi con l'ex campione del mondo WBO dei pesi medi e super medi Steve Collins.
Moran ha spiegato che i truccatori hanno dovuto rendere Natascha McElhone meno attraente per il ruolo; "Sì, l'abbiamo truccata molto per renderla un po' brutta per il ruolo, ma non è un tipo di trucco da 'Il pianeta delle scimmie', doveva ancora recitare sotto tutta quella roba ed è stata fantastica e ha davvero dato vita al personaggio." A causa dell'accuratezza del trucco, Kevin Lewis ha avuto difficoltà ad essere presente sul set perché l'attrice assomigliava molto alla vera Gloria. "È stato un tale shock e sono uscito dal set quando l'ho sentita mentre urlava Gloria" ha detto lo scrittore.
All'inizio Augustus Prew non doveva interpretare Kevin adolescente. Stavano cercando un altro attore che assomigliasse di più a Rupert Friend. Per assomigliare di più a Rupert Friend, Augustus dice che si è fatto fotografare dal suo amico fotografo, con lo stesso vestito, la stessa posa e le lenti a contatto blu negli occhi.

### Riprese
Sono state esplorate varie località per le riprese, inclusa la residenza di Lewis a New Addington, a sud di Londra, ma è stata esclusa a causa della distanza. Le location principali sono state girate nella tenuta del consiglio di South Oxhey, ai confini tra North London e Hertfordshire. Il primo giorno sul set, le riprese sono state interrotte dal Criminal Investigation Department a causa della rimozione di un cadavere dai boschi locali.

## Musica
Il cantautore britannico KT Tunstall ha scritto una canzone intitolata "Boy" per il film.

## Distribuzione
Presentato in anteprima al Croydon Film Festival il 22 aprile 2010, il film è stato distribuito nei cinema del Regno Unito il 17 settembre 2010 dalla Revolver Entertainment.
Il film è stato affiliato al momento dell'uscita con l'ente di beneficenza per bambini britannico, la National Society for the Prevention of Cruelty to Children, e alla prima del film ha partecipato l'ambasciatrice dell'ente di beneficenza Kylie Minogue.

## Accoglienza

### Botteghini
Il film ha incassato in tutto il mondo 20.354 dollari.

## Riconoscimenti
- 2010 - Irina Palm d'Or
  - Peggior attrice non protagonista britannica a Natascha McElhone
  - Nomination Peggior regista britannico